# Chiesa dell'Assunzione di Maria (Bresimo)
La chiesa dell'Assunzione di Maria, anche chiamata santuario di Santa Maria Assunta o ancora santuario della Madonna di Bresimo, è una chiesa sussidiaria a Baselga, frazione di Bresimo in Trentino. Fa parte della zona pastorale delle Valli del Noce e risale al XIV secolo.

## Storia

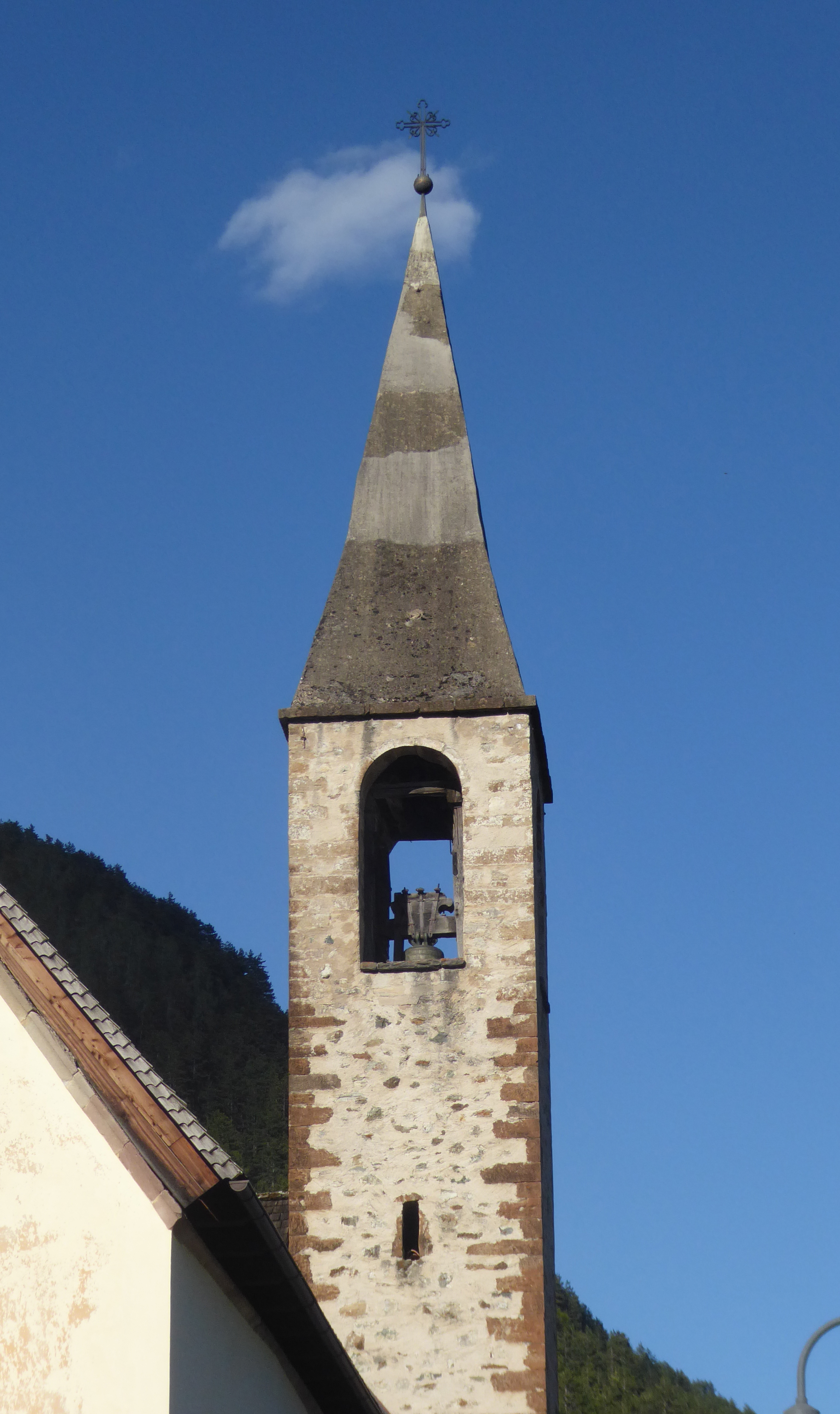
Campanile

La prima citazione esplicita riferita al santuario si trova su documenti che risalgono al 1324. Per decisione della nobile famiglia degli Altaguardia tra il 1335 e il 1338 il primitivo edificio venne ricostruito secondo il gusto del tempo e subito dopo consacrato.
Nella seconda metà del XV secolo vennero erette la torre campanaria e la nuova sacrestia poi, su commissione di Filippa D'Arco e Baldassarre Thun, durante il XVI secolo, fu edificata la cantoria e l'intero edificio fu oggetto di rimaneggiamenti che gli fecero assumere la forma che ci è pervenuta. In particolare le pareti della navata furono arricchite di un ciclo di affreschi ispirati alla Piccola Passione di Albrecht Dürer e vennero costruiti i nuovi altari in legno intarsiato e policromo, consacrati nel 1538.
Ottenne la dignità curiaziale e la concessione del fonte battesimale nel 1550.
Durante il XVIII secolo al prospetto principale venne aggiunto un protiro (in seguito demolito) e fu necessario anche restaurare la torre campanaria danneggiata da eventi atmosferici.
Nel corso del XIX secolo gli affreschi vennero danneggiati con una scialbatura e fu solo attorno alla metà del secolo successivo, durante l'esecuzione di un più ampio intervento di restauro, che vennero recuperati e riportati alla luce. In quel momento venne anche rinnovata la pavimentazione della sala.
Durante gli anni settanta fu rivista la copertura del tetto e vennero nuovamente restaurati gli affreschi cinquecenteschi (intervento replicato anche tra il 1999 ed il 2001).

## Descrizione
Il santuario, di origine medievale, è riconosciuto come monumento nazionale.
L'interno è a navata unica e riveste grande importanza artistica il ciclo di affreschi che adorna le sue pareti laterali. Sono 18 scene tratte da episodi descritti nell'Antico Testamento e nel Nuovo Testamento opera di artista germanico che si ispirò al lavoro di Albrecht Dürer. L'altar maggiore in legno, altar dei conti, fu commissionato dal conte Bernardino Thun. Conservava preziose sculture in legno oggetto di furto sacrilego nel 1979. Molto importante è il paliotto che contiene una raffigurazione della Madonna con Bambino e conti Bernardino Thun e Brigida d'Arsio. All'interno è posta anche la lapide di Filippa d'Arco, consorte di Baldassarre Thun, qui sepolta nel 1493.